# Василић
Василић је српско и хрватско презиме. Значајни људи са презименом су:
- Јовица Василић (рођен 1990), српски фудбалер
- Велибор Василић (рођен 1980), босанскохерцеговачки фудбалер